# Dům čp. 532 (Slavonice)
Dům čp. 532 je měšťanský dům na Horním náměstí ve Slavonicích.

## Historie
Dům byl vybudován na dvou sousedících středověkých parcelách v polovině 16. století, jeho současné podoba pochází z poloviny 18. století a interiéry prošly rekonstrukcí počátkem 20. století. V polovině 20. století byla fasáda bez sgrafit, nicméně poté byl dům rekonstruován a sgrafita byla vrácena pravděpodobně v původním rozvržení.
Od roku 2019 je budova kulturní památkou. Dům je za podpory města průběžně rekonstruován.

## Architektura
Areál se skládá z obytného stavení a dvou chlévů. Třítraktový obytný dům stojí na obdélníkovém půdorysu a do náměstí je orientován okapovým průčelím. Krytý je mansardovou polovalbovou střechou. V průčelí do náměstí je v přízemí uprostřed umístěn klenutý portál průjezdu s pilastry s kanelovanými hlavicemi a s klenákem, vedle portálu jsou po obou stranách pravoúhlé vstupy do obchodů. V patře zaujme uprostřed široké trojdílné okno. Průčelí domu orientované do náměstí je mírně zvlněné, zřejmě kvůli spojení dvou původních domů, které na parcele stály. Fasáda je pokryta psaníčkovými sgrafity. Průčelí orientované do dvora je provedeno jednodušeji, nicméně portál průjezdu s lomeným obloukem je pravděpodobně pozdně gotického původu. V pravém traktu se nachází kavárna, v levém obchod s keramikou, centrální částí vede průjezd a z něj schodiště do patra, využívaného k obytným účelům. Dům má rovněž klenutý sklep a podkroví s otevřeným hambalkovým krovem.
V jihovýchodní části na obytný dům navazuje chlév s polopatrem se vstupem ze dvora a pultovou střechou. V zadní části dvora je pak ještě umístěn jednoduchý přízemní chlév, rovněž se vstupem ze dvora a rovněž s pultovou střechou.